# Đức Hợp
Đức Hợp là một xã thuộc tỉnh Hưng Yên, Việt Nam.

## Địa lý
Xã Đức Hợp nằm ở phía tây tỉnh Hưng Yên, có vị trí địa lý:
- Phía đông giáp xã Hiệp Cường và xã Nghĩa Dân.
- Phía tây và tây nam lần lượt giáp các xã Phú Xuyên và Đại Xuyên của thành phố Hà Nội, có ranh giới tự nhiên là Sông Hồng.
- Phía bắc giáp xã Chí Minh.

## Lịch sử
Trải qua các thăng trầm của lịch sử Đức Hợp đã nhiều lần thay đổi tên và địa giới hành chính.
Vào thời kỳ Hùng Vương dựng nước, dân cư sống tập trung chủ yếu trong nội đê Đức Hợp lúc đó là thuộc quận Giao Chỉ, còn là Gò Đồng. Thời nhà Đinh, Đức Hợp thuộc Đằng Châu. Nhà Trần thuộc Vĩnh Động. Thời Hậu Lê vào đầu thế kỷ XV thuộc Kim Động.
Đức Hợp trước đây là làng Đức Trang đến năm 1010 đổi tên thành làng Đức Thông.
Năm 1885, do mâu thuẫn lương và giáo nên tác ra làm 2 làng gọi là làng Đức Chiêm và Đức Ninh.
Đến năm 1947, hợp nhất lại lấy tên là xã Đức Hợp toàn xã có 2 thôn và 16 xóm.
Năm 1948, hai xã Mai Động và Đức Hợp hợp thành xã Thống Nhất.
Đến năm 1955, xã Thống Nhất lại tách ra thành xã Mai Động và xã Đức Hợp.
Năm 1979, theo Quyết định 70/QĐ-CP của Hội đồng nhân dân Chính phủ, Kim Động sáp nhập Ân Thi thành huyện Kim Thi, Đức Hợp thuộc huyện Kim Thi.
Năm 1996 thực hiện nghị định số 50/NĐ-CP ngày 27/1/1996 của Thủ tướng chính phủ, huyện Kim Động được tái lập, xã Đức Hợp thuộc huyện Kim Động ngày nay.
Ngày 6 tháng 12 năm 2019, Hội đồng Nhân dân tỉnh Hưng Yên ban hành Nghị quyết 246/NQ-HĐND về việc:
- Sáp nhập hai thôn Đồng Thượng Hạ và An Lạc thành thôn Đức An
- Sáp nhập hai thôn Bông Hạ và Bông Thượng thành thôn Đức Quang
- Sáp nhập hai thôn Tam Đa và Bông Ngoại thành thôn Đức Trung
- Sáp nhập hai thôn Sòi và Trung Khu thành thôn Đức Hòa
- Sáp nhập hai thôn Phú Mỹ và Thái Hòa thành thôn Đức Phú
- Đổi tên thôn Đông Khu thành thôn Đức Ninh.

Ngày 16 tháng 6 năm 2025, Ủy ban Thường vụ Quốc hội ban hành Nghị quyết số 1666/NQ-UBTVQH15 về việc sắp xếp các đơn vị hành chính cấp xã của tỉnh Hưng Yên năm 2025. Theo đó, sắp xếp toàn bộ diện tích tự nhiên, quy mô dân số của các xã Phú Thọ, Mai Động và Đức Hợp thành xã mới có tên gọi là xã Đức Hợp.

## Văn hóa
Đình Đồng Hạ xã Đức Hợp thờ tướng nhà Đinh tên là Lưu Lang có công dẹp loạn 12 sứ quân, được phong là Phó sĩ sư và được ban thực ấp ở Đồng Hạ, Hưng Yên. Khi Lê Hoàn lên ngôi thay nhà Đinh, ông cùng Đinh Điền, Nguyễn Bặc, Lưu Cơ chống đối lên bị Lê Hoàn sát hại.